# Werner Bayerl
Werner Bayerl (* 8. Juli 1942) ist ein ehemaliger deutscher Fußballspieler, der für SC Concordia Hamburg  in der letzten Runde der erstklassigen Fußball-Oberliga Nord, 1962/63, als Stürmer im damaligen WM-System  20 Ligaspiele mit sieben Toren absolviert hat. Anschließend schlossen sich von 1963 bis 1974 in der zweitklassigen Fußball-Regionalliga Nord weitere 170 Ligaspiele mit 27 Toren für „Cordi“ an.

## Laufbahn
In der Jugend vom FC St. Pauli hatte Werner Bayerl das Fußballspiel erlernt und ausgeübt. Bei den Rot-Schwarzen von Concordia Hamburg debütierte der schnelle und technisch gewandte Flügelstürmer am 26. August 1962 bei einem Auswärtsspiel gegen den VfL Osnabrück im Stadion an der Bremer Brücke in der Oberliga Nord. Beim 2:2 stürmte der gerade 20-Jährige auf Rechtsaußen in der Mannschaft von Trainer Günter Woitas. Am Rundenende belegte „Cordi“ mit Spielern wie Torhüter Arthur Reiss, Claus Martens, Jürgen Weidlandt, Jochen Buchner, Wolfgang Froh und Gerhard Heyer den 14. Rang. Der junge Angreifer Bayerl hatte in 20 Ligaeinsätzen sieben Tore erzielt. Am 22. April 1963 hatte er beim rettenden 2:0-Heimerfolg gegen den VfL Osnabrück die Wandsbeker mit 1:0 in Führung gebracht.
Concordia spielte ab dem Start der Fußball-Bundesliga, 1963/64, in der Zweitklassigkeit der Regionalliga Nord. Am zweiten Spieltag, den 18. August 1963, bei einem Heimspiel gegen Arminia Hannover (2:5) eröffnete der Angreifer als Mittelstürmer seine Spieleraktivität bei „Cordi“ in der Regionalliga Nord. Für Ränge an der Tabellenspitze kamen die Rot-Schwarzen nie in Frage, zumeist stand der Kampf um den Klassenerhalt im Vordergrund. Lediglich in der Saison 1966/67 belegte Bayerl mit seinen Mannschaftskameraden mit 36:28 Punkten den 6. Rang, wozu er in 31 Rundenspielen zwei Tore unter Trainer Martin Wilke beigesteuert hatte. Neuzugang Claus Vogler hatte wesentlichen Anteil an dem guten Rundenergebnis, aber auch Spieler wie Horst Engel (Rekordspieler der Regionalliga Nord) und Edgar Puchmüller trugen maßgebend dazu bei. Bayerl konnte zwar nicht mit Toren glänzen, aber mit seiner Schnelligkeit am Flügel riss er öfters die gegnerischen Abwehrreihen auf und versorgte den Innensturm mit verwertbaren Flanken und Vorlagen.
In der siebten Saison, 1969/70, stieg Bayerl mit Concordia als 17. in das Amateurlager ab; er hatte nochmals in 32 Rundenspielen mitgewirkt und drei Tore erzielt. Danach gehörte Concordia drei Runden der Landesliga Hamburg an und wurde 1972 und 1973 jeweils Vizemeister. Im zweiten Anlauf setzten sich die Mannen um Angreifer Bayerl 1973 in der Regionalliga-Aufstiegsrunde gegen Flensburg 08, Union Salzgitter und den VfB Peine durch und gehörten damit wiederum 1973/74, der Regionalliga Nord an. Die Rückkehr in das Vertragsspielerlager glückte Bayerl mit Mitspielern wie Torhüter Claus Hofsommer, Uwe Boers, Claus Vogler, Jürgen Domzalski, Wolfgang Draguhn, Manfred Juhnke, Walter Karrasch, Ralf Kelm und Gerd Packmohr.
Unter Trainer Walter Fricke belegte „Cordi“ 1973/74 den 10. Rang in der Regionalliga; der 31-jährige Bayerl hatte in 19 Ligaeinsätzen einen Treffer erzielt. Das Tor glückte ihm beim 3:0-Auswärtserfolg am 21. November 1973 gegen den Itzehoer SV und sein letztes Regionalligaspiel bestritt er am 21. April 1974 bei einem 1:1 Remis bei Arminia Hannover. Dabei hatte er im 4:3:3-System mit Packmohr und Reinhard Ruschmeyer auf dem linken Flügel den Dreierangriff von Concordia gebildet.
Nach zwölf Runden in der Ligaelf des SC Concordia beendete Werner Bayerl im Sommer 1974 seine Spielerlaufbahn. Technik, Schnelligkeit und Einsatz hatten ihn ausgezeichnet. Anschließend machte er sich als Manager der „Zweiten“ verdient und war auch, wenn nötig, als Mitarbeiter im Vorstand tätig.